# Madiinae
Madiinae Benth. & Hook. f., 1873 è una sottotribù di piante spermatofite dicotiledoni appartenenti alla famiglia Asteraceae (sottofamiglia Asteroideae, tribù Madieae).

## Etimologia
Il nome di questa sottotribù deriva dal suo genere tipo (Madia Molina) che a sua volta deriva dal nome nativo cileno ("madi").
Il nome della sottotribù è stato definito per la prima volta dai botanici inglesi George Bentham (1800-1884) e Joseph Dalton Hooker (1817-1911) nella pubblicazione "Genera Plantarum ad exemplaria imprimis in herbariis Kewensibus - 2(1): 167, 198 " del 1873 .

## Descrizione
Le specie di questa sottotribù hanno un habitus erbaceo (annuale o perenne), ma possono presentarsi anche sotto forma di liane, arbusti tipo rosetta, subarbusti, arbusti normali o alberi. L'altezza di queste piante varia da pochi centimetri fino a 2,5 metri.
Nella maggioranza dei casi sono presenti foglie basali, altrimenti sono presenti sia foglie basali che cauline oppure solamente cauline. La disposizione delle foglie può essere sia opposta che alternata, ma anche a spirale. Normalmente le foglie sono sessili o subpicciolate (raramente sono completamente picciolate). La lamina ha un contorno da oblanceolato a spatolato, oppure da lineare a lineare-ellittico. I bordi sono finemente seghettati o dentati; a volte la forma del contorno della foglia può essere lobato di tipo pennato o pennatifido. Le nervature sono più o meno parallele. La superficie delle foglie può essere sparsamente o densamente ricoperta di peli irsuti o peli stipitati ghiandolosi (raramente è glabra).
I capolino radiati o discoidi si trovano normalmente in formazioni corimbose, panicolate, racemose o spicate; qualche volta sono solitari. Possono essere presenti delle brattee fogliacee (da 0 fino a 12) che dal peduncolo avvolgono il capolino (generi Centromadia, Hemizonia e Lagophylla). I capolini normalmente sono formati da un involucro composto da diverse squame (o brattee) al cui interno un ricettacolo fa da base ai fiori di due tipi: quelli esterni del raggio e quelli più interni del disco. L'involucro può avere una forma da cilindrica a globosa, ma anche ellissoide, fusiforme, emisferica o urceolata. Le squame (fino a 75) sono disposte in una (raramente 2) serie, oppure sono assenti (in questo caso il ricettacolo con le pagliette è "interpretato" come un involucro); possono essere conduplicate, in questo caso all'interno è sotteso un fiore. Il ricettacolo è piatto o da convesso a conico, può essere ispido o glabro, è inoltre provvisto di pagliette a protezione della base dei fiori. Le pagliette sono disposte normalmente in una serie interna alle squame, oppure se il capolino ha una forma discoide la disposizione delle pagliette è esterna e costituisce l'involucro (che qualche volta può essere connato e persistente).
Formula fiorale: per queste piante viene indicata la seguente formula fiorale:
* K 0/5, C (5), A (5), G (2), infero, achenio
I fiori sono tetraciclici (a cinque verticilli: calice – corolla – androceo – gineceo) e pentameri (ogni verticillo ha 5 elementi). I fiori del raggio (da 0 a 75) sono femminili e fertili; le corolle sono colorate di giallo o bianco e sue tonalità; gli apici sono 2 - 3 lobati e profondamente divisi.  I fiori del disco (da 1 a 200) sono ermafroditi e fertili (o funzionalmente maschili) con corolle normalmente gialle a 5 lobi; la parte terminale è molto più breve della parte cilindrica. Il calice è ridotto ad una coroncina di squame.
L'androceo è formato da 5 stami con filamenti liberi e antere saldate in un manicotto circondante lo stilo.  Le antere sono colorate da rossastro a porpora scuro, qualche volta da giallo a brunastro. Le appendici delle antere sono da lanceolato-oblunghe a ovato-deltate, senza ghiandole e con cellule dell'endotecio a forma da quadrata a cilindrica, con un ispessimento polare.
Il gineceo ha un ovario uniloculare infero formato da due carpelli.. Lo stilo è unico e con due stigmi nella parte apicale. Gli apici degli stigmi sono da lanceolati a subulati, raramente sono deltati o deltato-acuminati. Le appendici spesso sono più corte delle linee stigmatiche che sono disposte su due linee e marginali.

## Distribuzione e habitat
Le specie di questo gruppo abitano unicamente l'America del nord e del sud, in particolare il Messico e gli Usa con diverse specie endemiche nelle isole Hawaii. Nella tabella sottostante è indicata la distribuzione specifica per ogni genere.

## Tassonomia
La famiglia di appartenenza del genere (Asteraceae o Compositae, nomen conservandum) è la più numerosa del mondo vegetale, comprende oltre 23000 specie distribuite su 1535 generi (22750 specie e 1530 generi secondo altre fonti).  La sottofamiglia Asteroideae è una delle 12 sottofamiglie nella quale è stata suddivisa la famiglia Asteraceae, mentre Madieae è una delle 21 tribù della sottofamiglia. La tribù Madieae a sua volta è suddivisa in 5 sottotribù (Madiinae è una di queste).
La circoscrizione attuale della sottotribù è relativamente recente. Tradizionalmente diversi generi prima di rientrare nelle Madiinae erano legati ad altre tribù come Senecioneae (ad esempio Arnica) e nelle Heliantheae. Nello stesso tempo alcuni generi legati alle Madiinae (come Hulsea, Venegasia, Eriophyllum e Lasthenia) ora fanno parte delle altre quattro sottotribù che insieme alle Madiinae formano la tribù Madieae. In questo gruppo sono compresi anche tre generi endemici delle isole Hawaii (Argyroxiphium, Dubautia e Wilkesia) già circoscritti dal botanico Carlquist nel 1959 (primo esempio di uno studio della dispersione delle specie su lunghe distanze). Questi tre generi formano la base dell'Alleanza Hawaiian Silversword.
La sottotribù comprende 24 generi e 121 specie.
| Genere                               | N. specie                                   | Distribuzione                               |
| ------------------------------------ | ------------------------------------------- | ------------------------------------------- |
| Achyrachaena Schauer, 1837           | 1 sp. (A. mollis Schauer)                   | Messico                                     |
| Adenothamnus D.D. Keck, 1935         | 1 sp. (A. validus (Brandegee) D.D. Keck)    | Messico                                     |
| Anisocarpus Nutt., 1841              | 2 spp.                                      | USA e Canada                                |
| Argyroxiphium DC., 1836              | 5 spp.                                      | Isole Hawaii                                |
| Blepharipappus Hook., 1840           | 1 sp. (B. scaber Hook.)                     | USA                                         |
| Blepharizonia (A. Gray) Greene, 1885 | 2 spp.                                      | USA                                         |
| Calycadenia DC., 1836                | 10 spp.                                     | USA                                         |
| Carlquistia B.G. Baldwin, 1999       | 1 sp. (C. muirii (A. Gray) B.G. Baldwin)    | USA                                         |
| Centromadia Greene, 1897             | 4 spp.                                      | USA e Messico                               |
| Deinandra Greene, 1897               | 21 spp.                                     | USA e Messico                               |
| Dubautia Gaudich, 1830               | 24 spp.                                     | Isole Hawaii                                |
| Harmonia B.G. Baldwin, 1999          | 5 spp.                                      | USA                                         |
| Hemizonella (A. Gray) A. Gray, 1874  | 1 sp. (H. minima (A. Gray) A. Gray)         | USA e Canada                                |
| Hemizonia DC., 1836                  | 1 sp. (H. congesta DC.)                     | USA                                         |
| Holocarpha Greene, 1897              | 4 spp.                                      | USA                                         |
| Holozonia Greene, 1882               | 1 sp. (H. filipes (Hook. & Arn.) Greene)    | USA                                         |
| Jensia B.G. Baldwin, 1999            | 2 spp.                                      | USA                                         |
| Kyhosia B.G. Baldwin, 1999           | 1 sp. (K. bolanderi (A. Gray) B.G. Baldwin) | USA                                         |
| Lagophylla Nutt., 1841               | 4 spp.                                      | USA                                         |
| Layia Hook. & Arn. ex DC., 1838      | 14 spp.                                     | USA e Messico                               |
| Madia Molina, 1782                   | 10 spp.                                     | USA, Canada, Cile, Argentina e Isole Hawaii |
| Osmadenia Nutt., 1841                | 1 sp. (O. tenella Nutt.)                    | USA e Messico                               |
| Raillardella (A. Gray) Benth., 1873  | 3 spp.                                      | USA                                         |
| Wilkesia A. Gray, 1852               | 2 spp.                                      | Isole Hawaii                                |

Il numero cromosomico delle specie di questa sottotribù varia da 2n = 34 a 2n = 36.

### Filogenesi

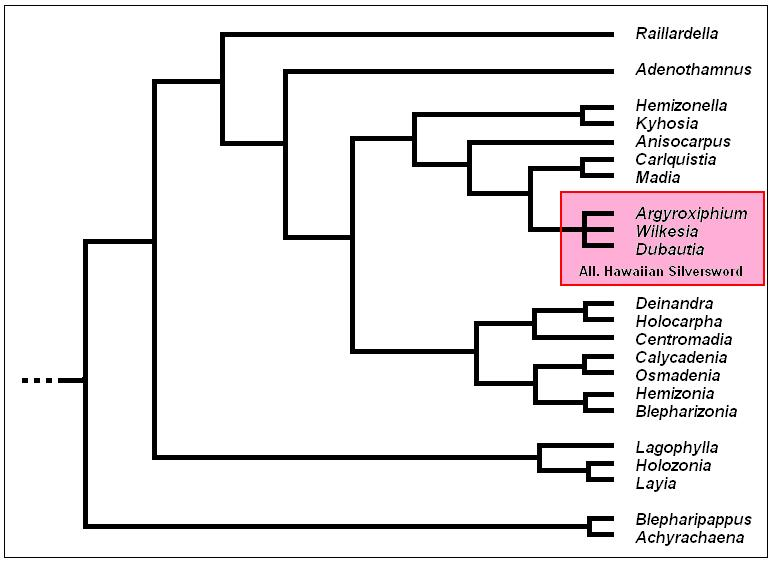
Cladogramma della sottotribù

Dati molecolari di tipo filogenetico confermano la nidificazione dei generi hawaiiani ben all'interno della sottotribù; gli stessi dati confermano anche la monofilia della sottotribù.
La composizione della sottotribù così come è circoscritta attualmente è stata realizzata ultimamente in gran parte in base a studi di tipo molecolare. Ad esempio i membri del genere Blepharipappus spesso erano associati a quelli del genere Layia; mentre in base ai dati molecolari filogenetici risulta che Layia sembra essere più strettamente legato a Lagophylla che a Blepharipappus. Spesso le differenze tra le specie anche di generi diversi sono minime. Le specie dei generi Blepharizonia e Hemizonia congesta (il secondo genere è monotipo) si distinguono solamente se si esamina con attenzione le ghiandole fogliari e altri particolari minimi. In effetti i dati molecolari hanno dimostrato che Blepharizonia è “gruppo fratello” di Hemizonia. Anche le specie Carlquistia muirii e Anisocarpus scabridus a lungo sono state considerate congeneri. Carlquistia è strettamente legato all'"Alleanza Hawaiian Silversword" (insieme a Madia sativa è “gruppo fratello” dell'alleanza), mentre Anisocarpus scabridus è “gruppo fratello” dell'intero gruppo. Le specie del genere Deinandra sono state scorporate da Hemizonia (Deinandra comprende tutti i taxa inclusi nella Hemizonia sect. Madiomeris  BD Tanowitz, 1982 più altre specie arbustive) e dai dati molecolari risulta più legato al gruppo Calycadenia, Centromadia, Holocarpha e Osmadenia piuttosto che Hemizonia in senso stretto. Il genere Hemizonella viene attualmente considerato come distinto da Madia in base a dati morfologici, citologici, e prove molecolari. Le differenze morfologiche si concentrano sugli acheni dei fiori del raggio che sono obcompressi e sulla pubescenza di tutti gli acheni (sia dei fiori del raggio che quelli del disco); mentre dai dati molecolari Hemizonella risulta “gruppo fratello” del genere Kyhosia, e quindi più distante da Madia. Anche l'unica specie di Holozonia tradizionalmente trattata come congenere con Hemizonia e con Lagophylla è ora considerata a parte; i dati molecolari di tipo filogenetico comunque confermano i stretti rapporti con i generi Hemizonia, Lagophylla e Layia. Madia è il genere che in questo gruppo è stato maggiormente circoscritto ultimamente; ora dai dati molecolari sembra essere monofiletico (nelle precedenti descrizioni non lo era). Raillardella è il genere più basale (ancestrale) dell'intero gruppo e alcune caratteristiche cromosomiche sono condivise con il genere Arnica (sottotribù Arnicinae).
Il cladogramma a lato tratto dallo studio citato, semplificato e adattato, rappresenta una possibile configurazione filogenetica della sottotribù (non tutti i generi sono indicati nel cladogramma).

### Chiave per i generi
Per meglio comprendere ed individuare i vari generi della sottotribù l'elenco seguente utilizza il sistema delle chiavi analitiche:
- Gruppo 1A: gli acheni dei fiori del raggio hanno una forma obcompressa; se i fiori del raggio sono assenti, allora le piante sono annuali e con aspetto lanuginoso;

- Gruppo 2A: le piante hanno un ciclo biologico annuale e sono alte da 1 a 20 cm; i fiori del disco sono 1 o 2;

genere Hemizonella.
- Gruppo 2B: le piante sono delle erbe perenni e sono alte da 2 a 150 cm; i fiori del disco sono da 3 a 120;

- Gruppo 3A: le piante sono rizomatose con ciclo biologico perenne; la corolla dei fiori del disco è bianca;

genere Holozonia.
- Gruppo 3B: le piante hanno un ciclo biologico annuale; la corolla dei fiori del disco è gialla (qualche volta diventa rossiccia con la maturità);

- Gruppo 4A: il pappo è formato da 10 ampie scaglie ottuse all'apice;

genere Achyrachaena.
- Gruppo 4B: il pappo è assente, oppure è formato da setole o scaglie acute all'apice;

genere Lagophylla: i capolini hanno una forma simile ad una coppa (l'involucro è sotteso da 2 - 5 brattee secondarie di tipo fogliaceo); i fiori del raggio sono 5; i fiori del disco sono 6 funzionalmente maschili; il pappo dei fiori del disco è assente.
genere Layia: i capolini sono privi di brattee secondarie; i fiori del raggio sono assenti oppure da 3 a 27; i fiori del disco sono da 4 a 120 e sono ermafroditi; il pappo dei fiori del disco è formato da 2 - 32 setole o scaglie (raramente è nullo).
- Gruppo 1B: gli acheni dei fiori del raggio hanno una forma compressa, più o meno cilindrica o a sezione triangolare; se i fiori del raggio sono assenti, allora le piante sono perenni e prive di aspetto lanuginoso;

- Gruppo 5A: il ciclo biologico delle piante è annuale; lo stilo dei fiori del disco è peloso in prossimità degli stigmi;

genere Blepharipappus.
- Gruppo 5B: il ciclo biologico delle piante è annuale o perenne; lo stilo dei fiori del disco è glabro in prossimità degli stigmi;

- Gruppo 6A: le piante sono delle erbe perenni, più o meno scapiformi; il pappo dei fiori del disco è formato da scaglie cigliate-piumose a forma subulata;

genere Raillardella.
- Gruppo 6B: le piante sono delle erbe annuali, o perenni con fusti verdi, o perenni tipo rosette basali o piante legnose; il pappo dei fiori del disco è assente, oppure è formato da scaglie;

- Gruppo 7A: le brattee dei peduncoli qualche volta sono provviste di ghiandole o spine; i capolini sono radiati; gli acheni dei fiori del raggio hanno una forma cilindrico-affusolata o subcilindrica o leggermente obcompressa; se le foglie distali sono provviste di punte, allora ogni achenio dei fiori del raggio è più o meno avvolto da squame ed ha talvolta una forma compressa;

- Gruppo 8A: il ciclo biologico delle piante è annuale; le foglie hanno una forma da filiforme a lineare con margini spesso fortemente revoluti; le brattee dei peduncoli normalmente sono provviste di ghiandole a forma di chiodo; i lobi laterali delle corolle dei fiori del raggio spesso sono aperte all'infuori;

genere Osmadenia: gli acheni dei fiori del raggio sono provvisti di becco; le ghiandole a forma di chiodo sono assenti.
genere Calycadenia: gli acheni dei fiori del raggio sono privi di becco; le ghiandole a forma di chiodo sono presenti.
- Gruppo 8B:  le piante sono delle erbe annuali o perenni, o di tipo subarbustivo o di tipo arbustivo; la forma delle foglie è lineare o più ampia, i margini raramente sono fortemente revoluti; le brattee dei peduncoli non sono provviste di ghiandole a forma di chiodo; i lobi delle corolle dei fiori del raggio sono più o meno paralleli;

- Gruppo 9A: le corolle dei fiori del raggio sono bianche, qualche volta sono gialle, le ligule spesso sono provviste di righe porporine nella parte abassiale; gli acheni dei fiori del raggio sono privi di becco o con un becco diritto e poco visibile;

genere Blepharizonia: il ricettacolo è provvisto di pagliette solamente per la base dei fiori del disco più esterni; i fiori del disco sono ermafroditi; gli acheni sono pubescenti.
genere Hemizonia: il ricettacolo è provvisto di pagliette per tutti i fiori; i fiori del disco sono funzionalmente maschili; gli acheni sono glabri.
- Gruppo 9B:  le corolle dei fiori del raggio sono gialle e le ligule sono prive di righe porporine nella parte abassiale; gli acheni dei fiori del raggio sono provvisti nella parte adassiale di un becco eretto;

- Gruppo 10A: le brattee dei peduncoli sono provviste di punte spinose;

genere Centromadia.
- Gruppo 10B: le brattee dei peduncoli sono prive di punte e senza spine;

genere Holocarpha: le piante hanno un ciclo biologico annuale; le brattee dei peduncoli sono provviste all'apice di una ghiandola a cavità; il ricettacolo è provvisto di pagliette per tutti i fiori.
genere Deinandra:  le piante hanno un ciclo biologico annuale o perenne; le brattee dei peduncoli sono prive all'apice di una ghiandola a cavità; il ricettacolo è provvisto di pagliette solamente per la base dei fiori del disco più esterni.
- Gruppo 7B: le brattee dei peduncoli sono prive di ghiandole o spine; i capolini sono discoidi; gli acheni dei fiori del raggio normalmente sono compressi (raramente sono affusolati e cilindrici) e sono completamente o per lo più avvolti da squame;

- Gruppo 11A: l'habitus delle piante è legnoso o semilegnoso sempreverdi; la distribuzione di queste piante è relativa alle isole Hawaii;

- Gruppo 12A: i capolini sono radiati nella parte distale della pianta; l'habitus è tipico delle rosette di arbusti con foglie spesse;

genere Argyroxiphium.
- Gruppo 12B: i capolini sono discoidi; l'habitus è tipico delle liane, oppure rosette di arbusti con foglie fibrose, subarbusti, arbusti o alberi;

genere Dubautia: le foglie sono da 1 a 4 per nodo, libere o unite debolmente; l'habitus è tipico delle liane, oppure subarbusti, arbusti o alberi.
genere Wilkesia: le foglie sono da 7 a 15 per nodo, e sono fortemente connate alla base; l'habitus è formato da rosette di arbusti.
- Gruppo 11B: l'habitus delle piante è erbaceo o legnoso con foglie stagionali; la distribuzione di queste piante è relativa all'America del nord e del sud;

- Gruppo 13A: il pappo dei fiori del disco è assente;

genere Madia.
- Gruppo 13B: il pappo dei fiori del disco è formato da 5 - 21 scaglie;

- Gruppo 14A: tutti i capolini sono discoidi:

genere Carlquistia.
- Gruppo 14B: i capolini sono radianti nella parte distale della pianta;

- Gruppo 15A: l'habitus delle piante è arbustivo; la distribuzione di queste piante è relativa al Messico;

genere Adenothamnus.
- Gruppo 15B: l'habitus delle piante è erbaceo; la distribuzione di queste piante è relativa al Canada e USA;

- Gruppo 16A: il ciclo biologico delle piante è perenne;

genere Kyhosia: l'involucro ha una forma da campanulata a emisferica; le antere sono colorate di purpureo scuro; gli acheni dei fiori del raggio hanno un piccolo becco.
genere Anisocarpus: l'involucro ha una forma da campanulata a ellissoide o globosa; le antere sono colorate da giallo a brunastro; gli acheni dei fiori del raggio hanno un becco normale.
- Gruppo 16B: il ciclo biologico delle piante è annuale;

genere Harmonia: le antere sono colorate da giallo a brunastro.
genere Jensia: le antere sono colorate più o meno di purpureo scuro.

### Sinonimi
L'entità di questa voce ha avuto nel tempo diverse nomenclature. L'elenco seguente indica alcuni tra i sinonimi più frequenti:
- Madiodinae C.Jeffrey, 2004
- Raillardellinae Rydb., 1927

## Alcune specie

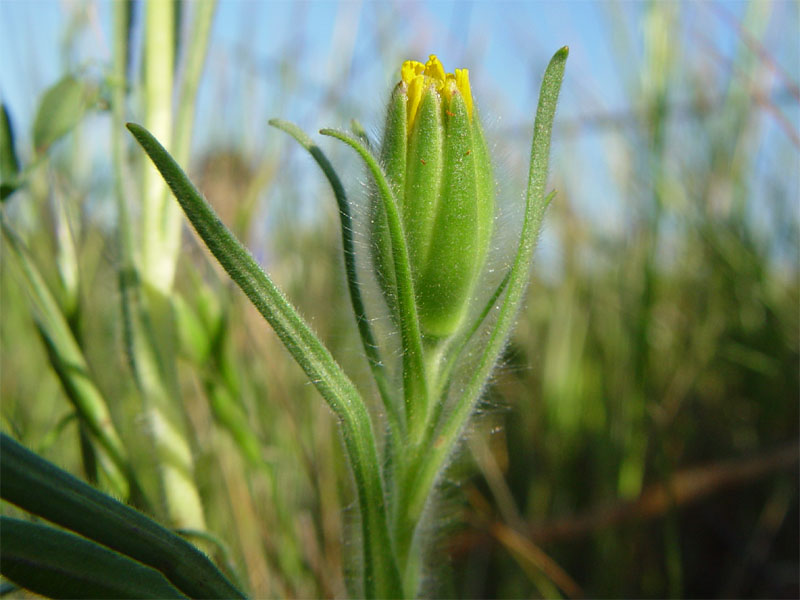
Achyrachaena mollis
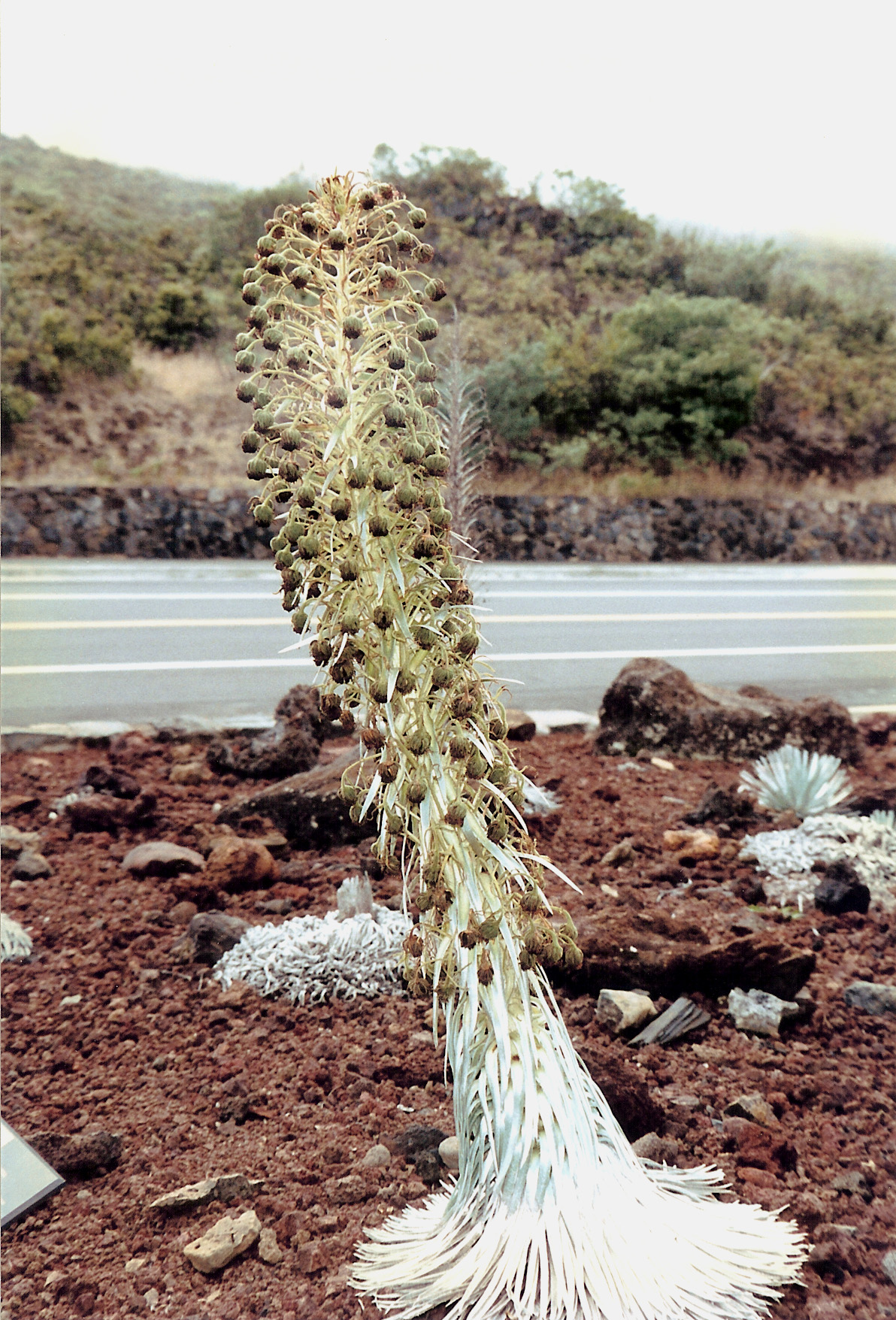
Argyroxiphium sandwicense
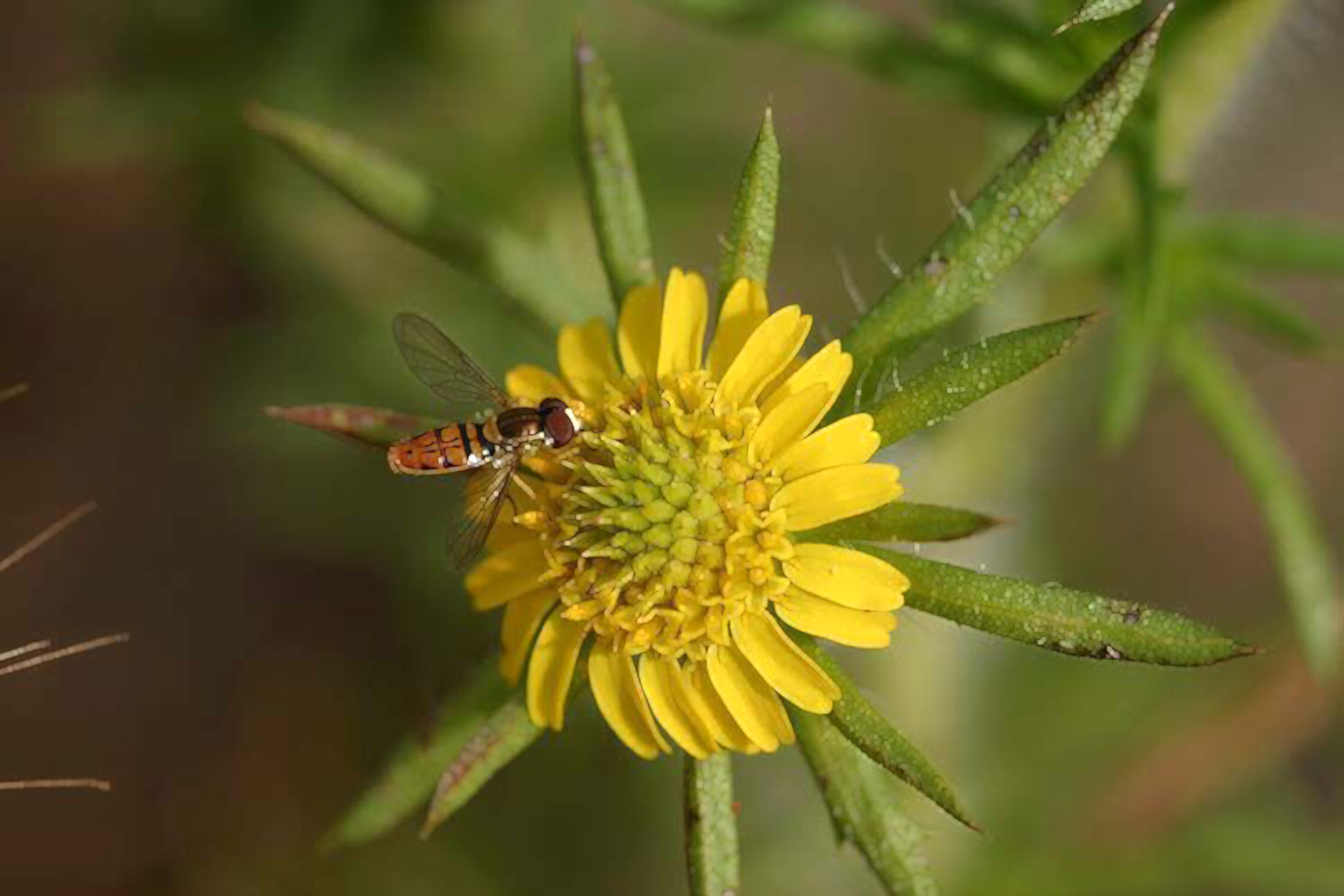
Centromadia pungens
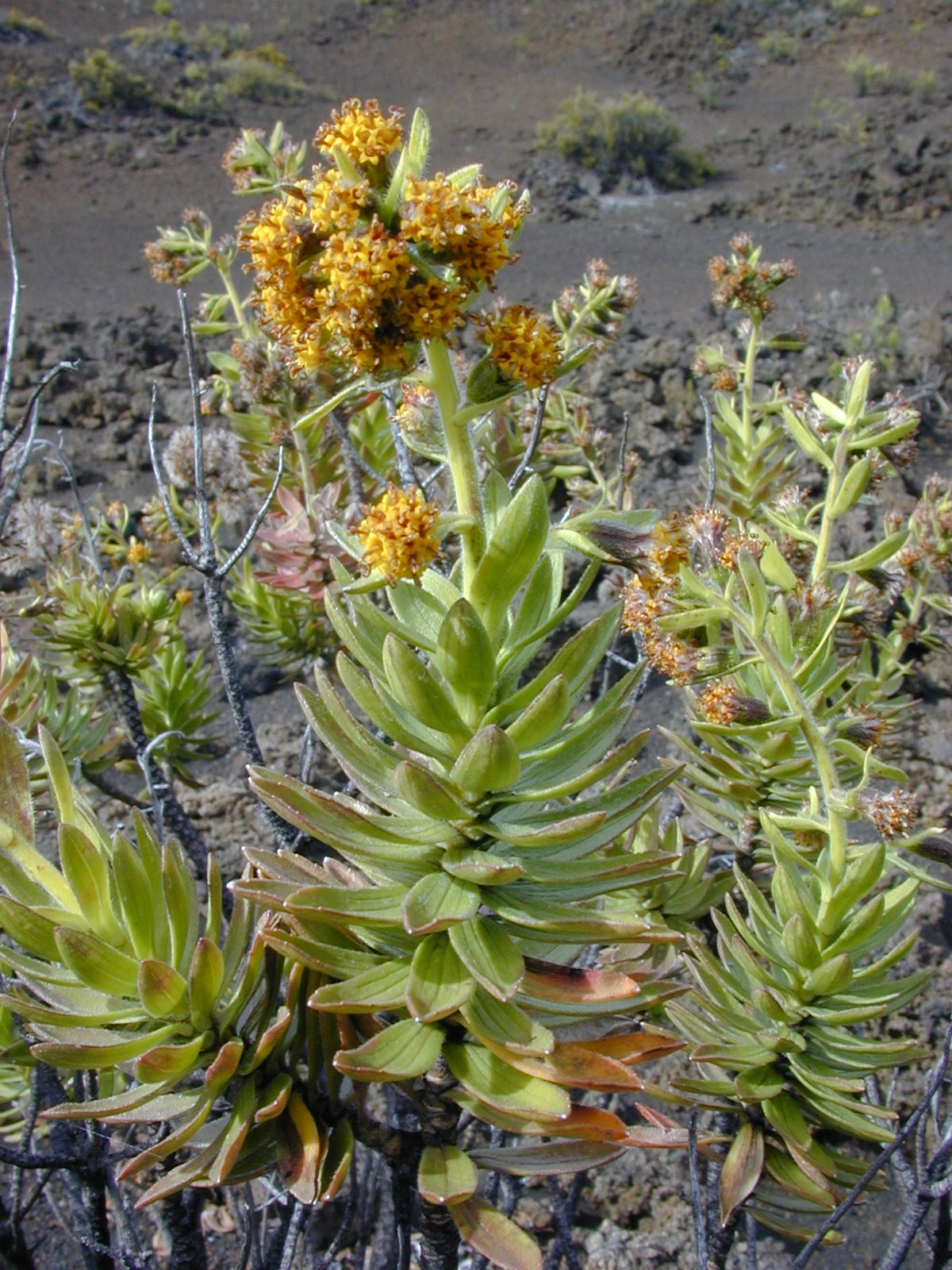
Dubautia menziesii
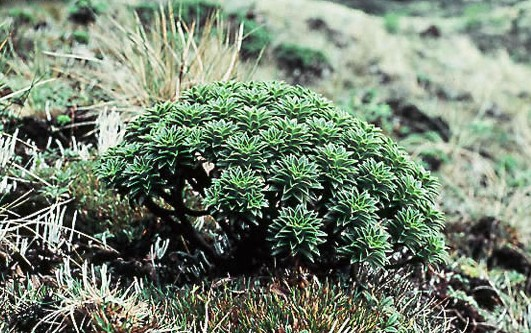
Dubautia waialealae
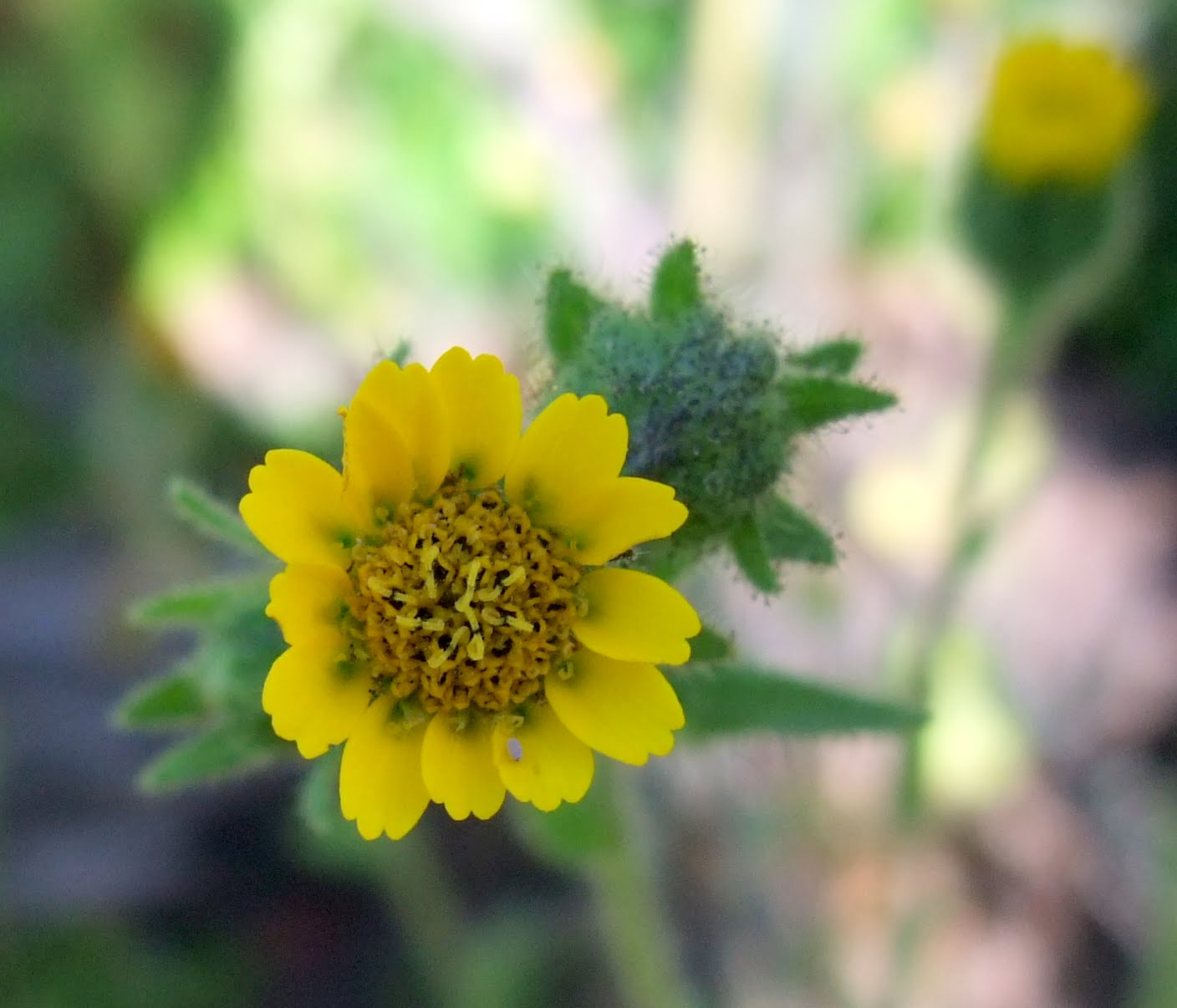
Holocarpha macradenia
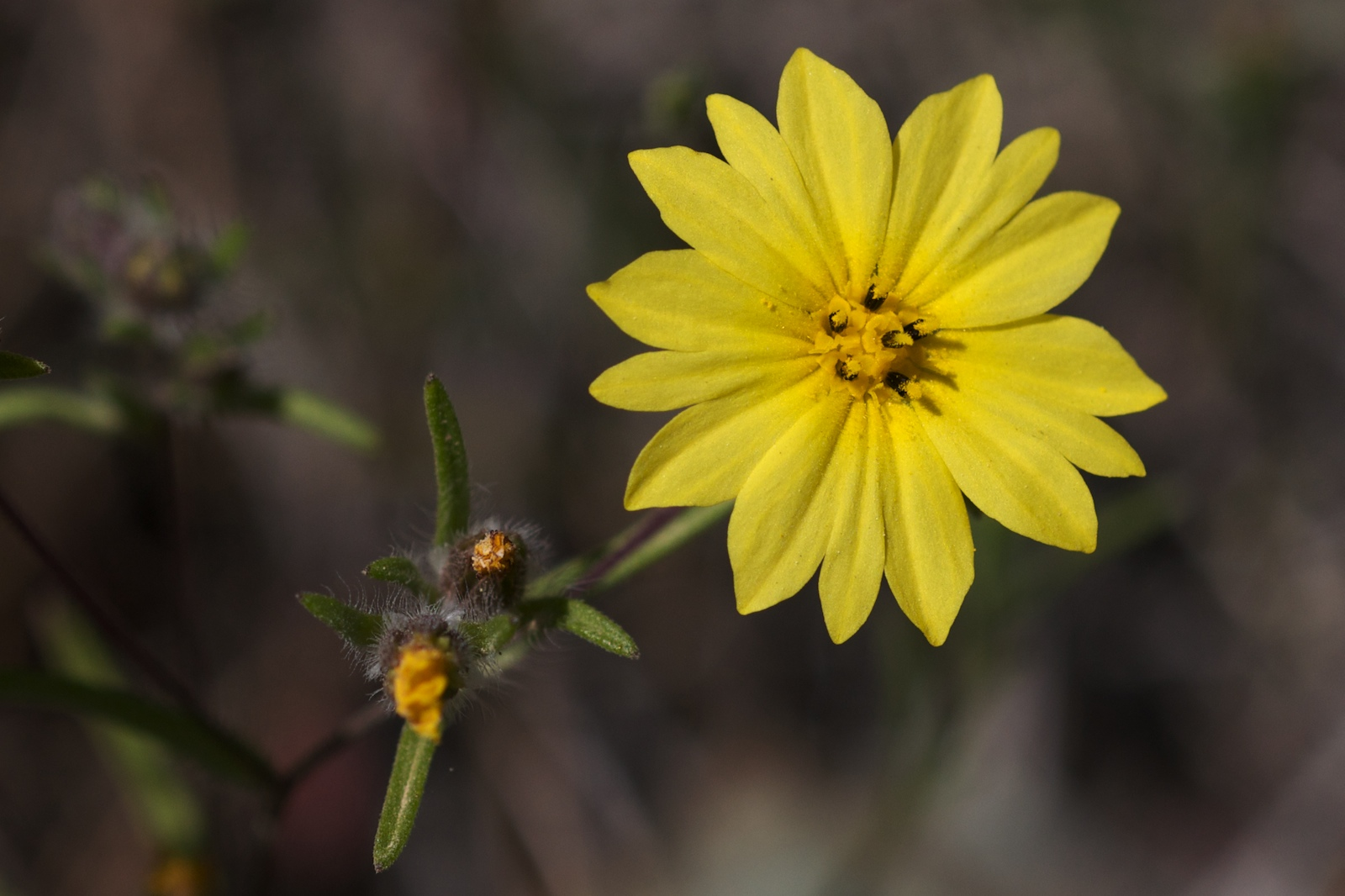
Lagophylla minor
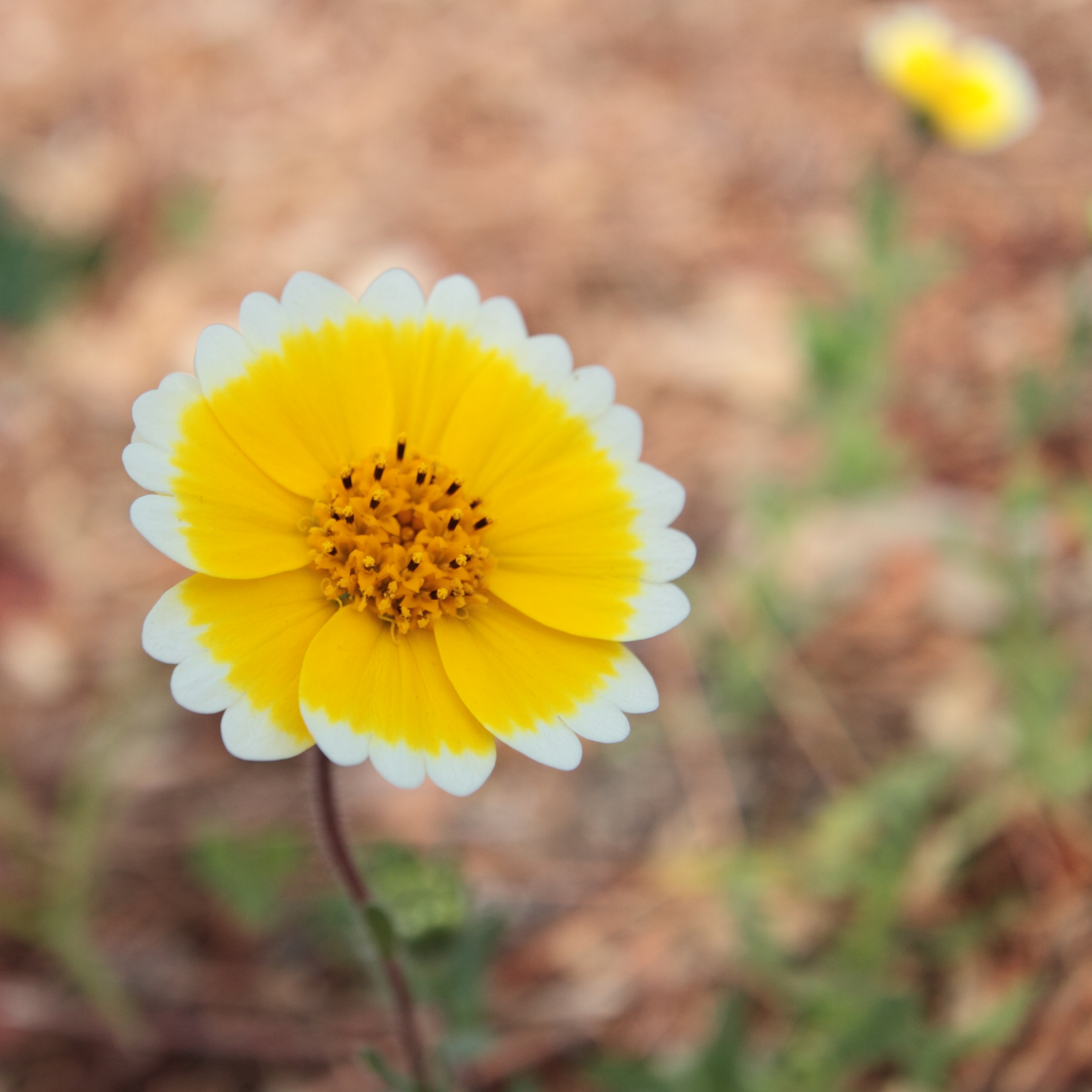
Layia platyglossa
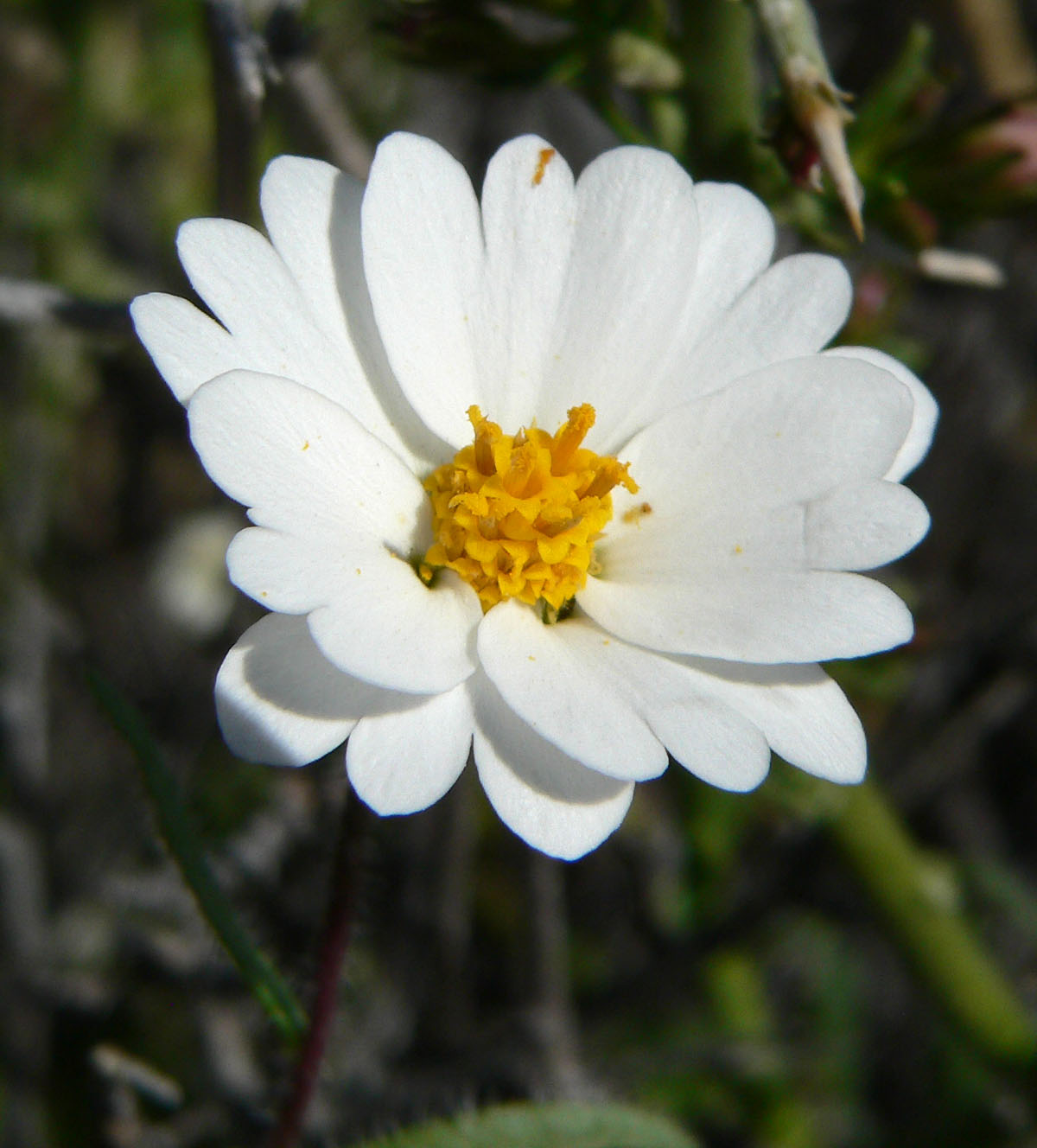
Layia glandulosa
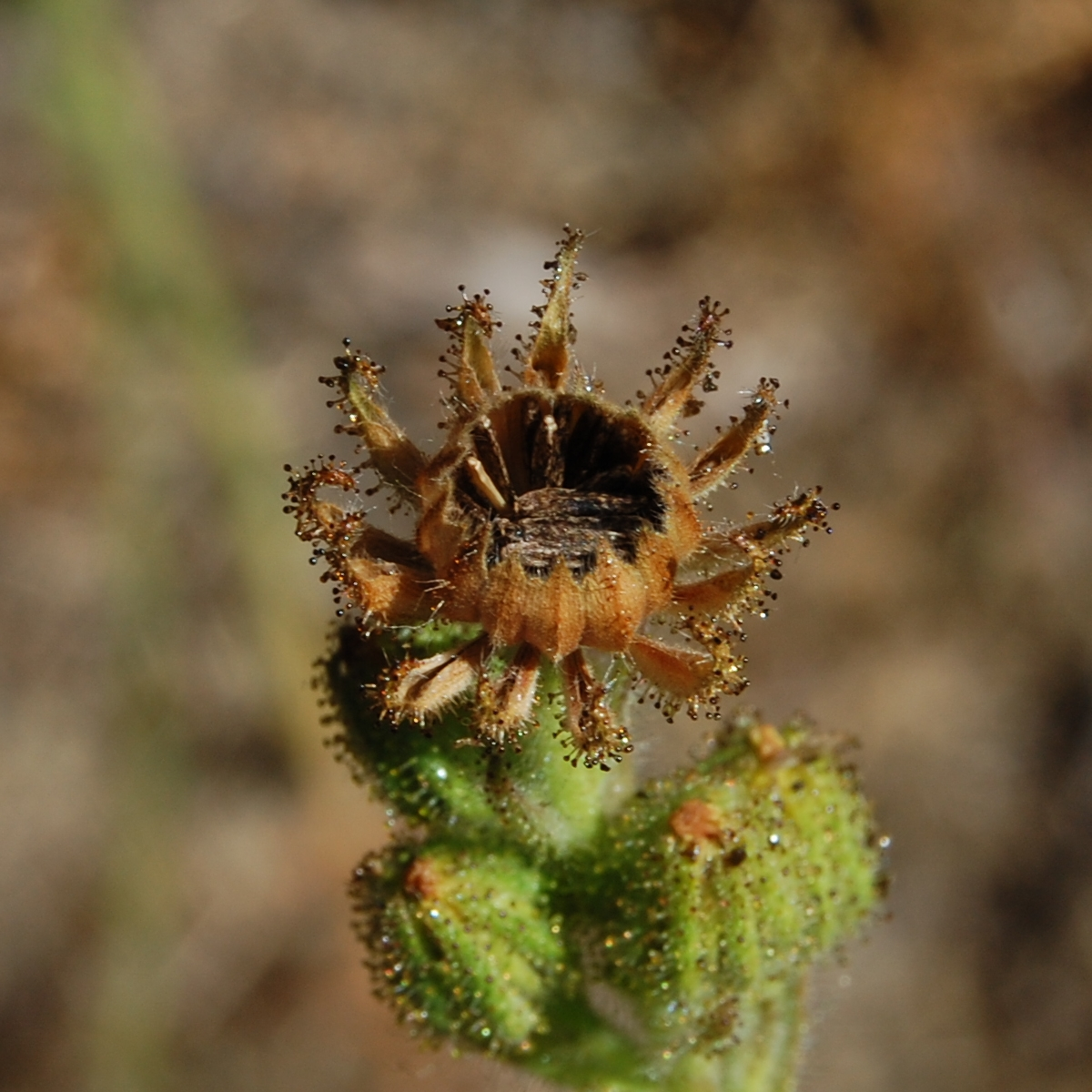
Madia gracilis
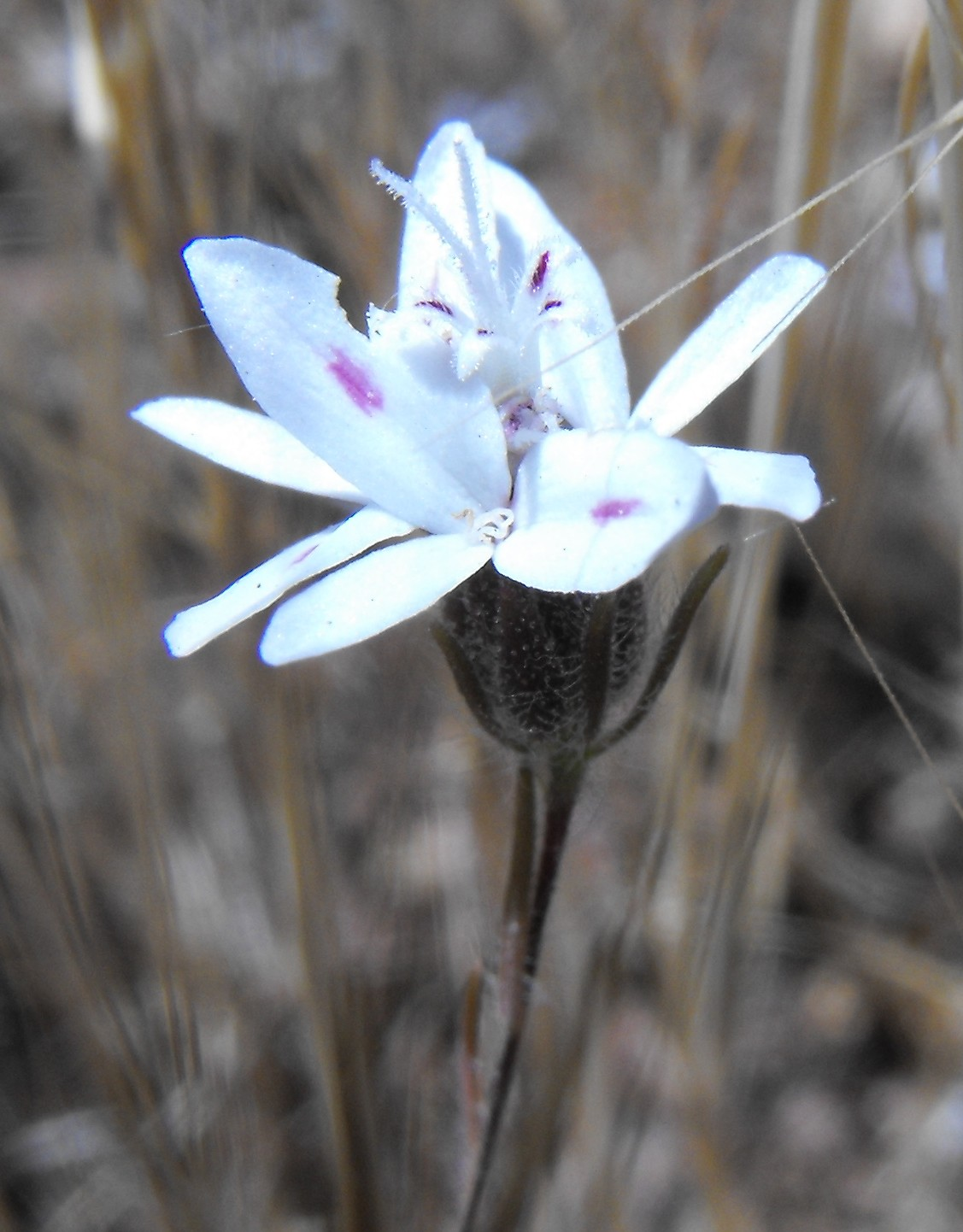
Osmadenia tenella
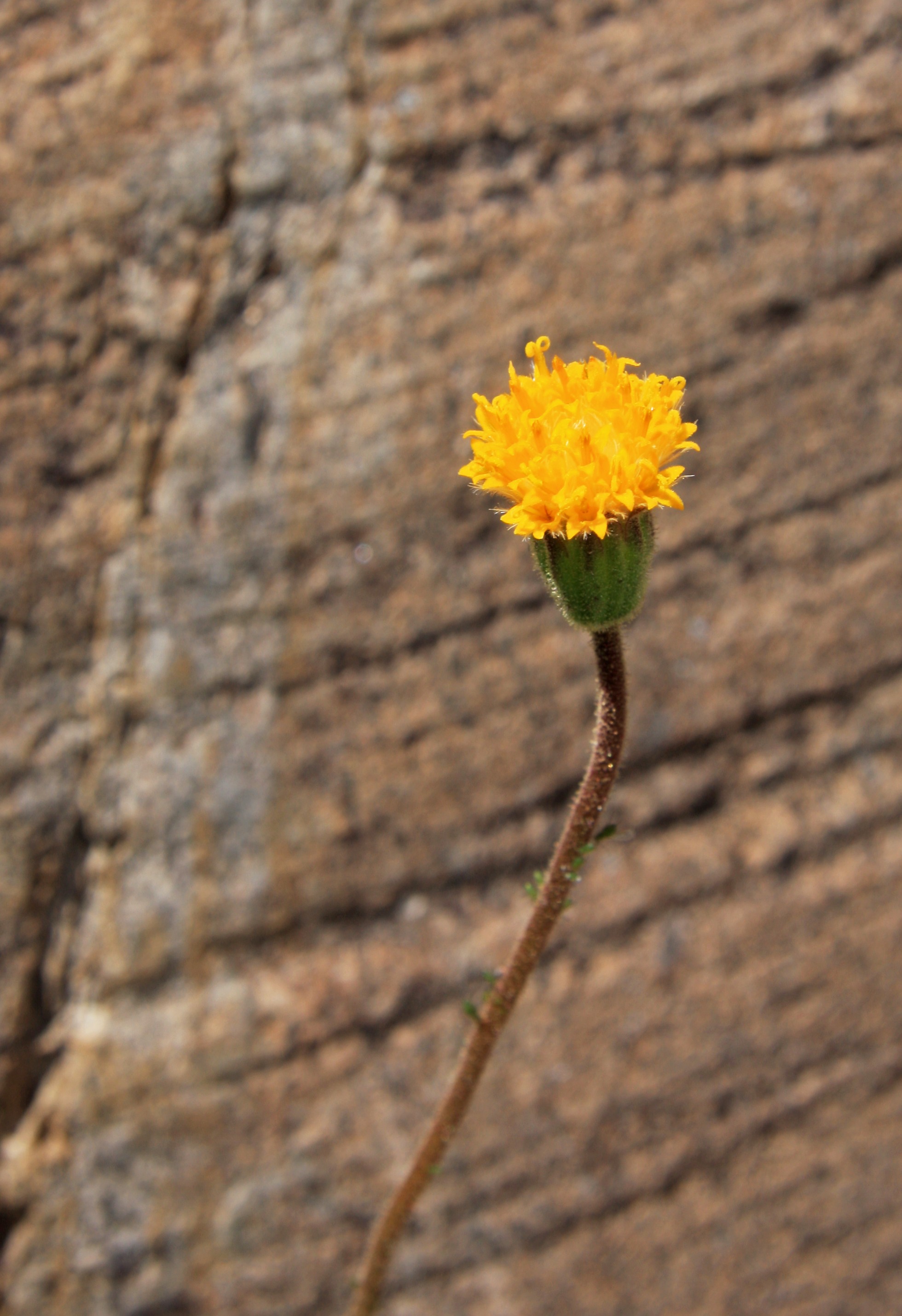
Raillardella scaposa